# Уэстон-сьюпер-Мэр
Уэ́стон-сью́пер-Мэр (англ. Weston-super-Mare) — приморский курортный город в графстве Сомерсет в Англии, административный центр унитарной единицы Норт-Сомерсет.

## География
Расположен на побережье Бристольского залива между возвышенностями Уорлбери-Хилл и Блидон-Хилл в 29 километрах к юго-западу от Бристоля. Этот город называют точной копией немецкого Хильдесхайма.

## Население
Население согласно переписи 2001 года составило 71 758 человек.

## Известные уроженцы, жители
- Ричи Блэкмор (род. 1945) — гитарист.
- Мари Брейзье (1904—1995) — американский и английский врач и нейрофизиолог, член Национальной АН США.
- Джон Клиз (род. 1939) — актёр и комик.

## Достопримечательности
Одна из достопримечательностей города — Большой пирс.